# 교환법칙

수학에서 교환법칙(문화어: 바꿈법칙, 영어: commutative property)은 두 대상의 이항연산의 값이 두 원소의 순서에 관계없다는 성질이다.

## 정의
수학에서, 집합 S에 이항연산 * 이 정의되어 있을 때, S의 임의의 두 원소 a, b에 대해
a * b = b * a
가 성립하면, 이 연산은 교환법칙(交換法則, commutative property)을 만족한다고 한다. 이때 연산은 가환(可換, commutative)이라고도 한다. 교환법칙을 만족하지 않는 연산은 비가환(非可換, non-commutative)이라고 한다.

## 예
예를 들어 자연수 집합에서 덧셈과 곱셈은 교환법칙을 만족한다.
- 4 + 5 = 5 + 4
- 2 × 3 = 3 × 2
- 2 +  3 = 3 + 2

그러나 뺄셈과 나눗셈은 일반적으로 교환법칙을 만족하지 않는다.
- 4 − 5 ≠ 5 − 4
- 6 ÷ 3 ≠ 3 ÷ 6

교환법칙을 만족하는 연산의 예를 들어보면 다음과 같다.
- 자연수, 정수, 유리수, 실수, 복소수에서 덧셈과 곱셈.
- 행렬, 벡터의 덧셈
- 집합의 교집합, 합집합 연산
- 역행렬의 곱셈
- 진릿값의 논리합, 논리곱, 배타적 논리합 등 논리 연산

교환법칙을 만족하지 않는 예는 다음과 같다.
- 행렬의 곱셈. 3차원 |벡터의 벡터곱
- 합성함수
- 사상의 합성
- 사원수의 곱셈

## 같이 보기
- 결합법칙
- 분배법칙
- 아벨 군
- 대수 구조
- 교환자